# Tôron
Pour l’article ayant un titre homophone, voir Toron.
Le Tôron est une région située à l'intérieur de la Guinée, qui couvre les quatre sous-préfectures suivantes de la préfecture de Kankan : 
- Komodou
- Missamana
- Sabadou-Baranama
- Tinti-Oulen.

Ses habitants sont les toronka.
Cette région a été conquise à la fin du XIXe siècle par Samory Touré et intégrée à l'empire Wassoulou, jusqu'à la colonisation française.

## Sources et références
1. ↑  Khalil Ibrahima Fofana, L'Almami Samori Touré. Empereur : Récit historique, Paris, Dakar, Présence Africaine, 1998, 133 p. (ISBN 2-7087-0678-0, BNF 37166892, lire en ligne)